# Francesc Abel i Fabre
Francesc Abel i Fabre S.J. (Badalona, 3 de septiembre de 1933-San Cugat del Vallés, 31 de diciembre de 2011) fue un doctor en medicina y cirugía, especialista en obstetricia y ginecología. Licenciado en teología y en sociología (especialidad Demografía y Población) fue miembro de la Compañía de Jesús desde 1960, siendo ordenado sacerdote en 1967. 
Académico de Número de la Real Academia de Medicina de Cataluña (1999) fue uno de los pioneros de la bioética en Europa y fundador del Instituto Borja de Bioética (IBB), el primero que se funda en Europa, en el año 1976. Fue director del mismo hasta el año 1999, a partir de entonces ocupó la presidencia del Patronato. 
Fue cofundador de Medicus Mundi Internacional (1962); del International Study Group on Bioethics (1980-1994); de la Societat Catalana de Bioètica (1990); del Primer Comité de Ética Asistencial de España (1975) y de la European Association of Centres of Medical Ethics -EACME- (1985).
Fue miembro del Comité de Bioética de Cataluña del Departamento de Sanidad y Seguridad Social de la Generalidad de Cataluña, vocal del Comité de Sanidad de Cataluña, de la Subcomisión de Xenotrasplantes de la Organización Nacional de Trasplantes y de la Comisión de Bioética de la Sociedad Española de Ginecología y Obstetricia (SEGO); así como vocal del Patronato de la Fundación Víctor Grífols i Lucas.
Presidía el Comité de Ética Asistencial del Hospital San Juan de Dios de Barcelona (España) y era miembro del Comité de Ética Asistencial de Hermanos de San Juan de Dios - Servicios de Salud Mental. 
Fue el iniciador e impulsor de los Comités de Ética Asistencial en varios hospitales españoles. 
Formó parte del Consejo Asesor de las revistas Labor Hospitalaria desde 1984, de The Journal of Medicine & Philosophy desde 1988; Catholic Studies Series desde 1991; del Consejo Editorial de la Revista Latinoamericana de Bioética desde el año 2002 y de Bioètica & Debat.
Falleció el 31 de diciembre de 2011 a los 78 años.